# Groupe de Valentiner
En mathématiques, le groupe de Valentiner est l'extension centrale d'ordre trois parfaite du groupe alterné sur 6 points ; c'est un groupe d'ordre 1080. Il a été mis en évidence par Herman Valentiner en 1889 sous la forme d'une action de A6 sur le plan projectif complexe, et a été étudié plus avant par (Wiman 1896).
Tous les groupes alternés ont des extensions centrales d'ordre deux parfaites. Dans la plupart des cas, il s’agit de l'extension centrale universelle. Les deux exceptions sont A6, dont l'extension centrale triple parfaite est le groupe de Valentiner, et A7, et dans les deux cas les extensions centrales universelles ont des centres d'ordre 6.

## Représentations
- Le groupe alterné A6 agit sur le plan projectif complexe et Francesco Gerbaldi a montré que le groupe agit sur les 6 coniques du théorème éponyme[2]. Cela donne un morphisme de A6 vers PGL3(C), dont le relèvement à SL3(C) est le groupe de Valentiner. Cette injection est définie sur le corps cyclotomique engendré par les racines quinzièmes de l'unité, Q[ζ15].
- Le produit du groupe de Valentiner par un groupe d'ordre 2 est un groupe de réflexions complexe de dimension 3 et d'ordre 2160, engendré par 45 réflexions complexes d'ordre 2 (numéro 27 dans la liste des groupes exceptionnels de Shephard-Todd). Les invariants de ce groupe forment une algèbre de polynômes engendrée par des générateurs de degrés 6, 12 et 30.
- Le groupe de Valentiner a des représentations fidèles irréductibles complexes de dimensions 3, 3, 3, 3, 6, 6, 9, 9, 15, 15.
- Le groupe de Valentiner peut être réalisé comme le groupe des symétries de l'hexacode. L'hexacode est le sous-espace de dimension 3 de F4 engendré par (001111), (111100) et (0101ωω), où les éléments du corps fini F4 sont 0, 1, ω, ω. Une symétrie d'un code est une matrice monomiale (matrice inversible ayant exactement un coefficient non nul par ligne et par colonne) qui stabilise le sous-espace.
- Le groupe PGL3(F4) agit sur le plan projectif sur F4 et agit transitivement sur ses hyperovales (ensembles de 6 points ne contenant pas trois points alignés). Le stabilisateur d'un hyperovale est une copie du groupe alterné A6. Le relèvement de celui-ci à l'extension centrale GL3(F4) de PGL3(F4) est le groupe de Valentiner.
- (Crespo et Hajto 2005) ont décrit les représentations du groupe de Valentiner en tant que groupe de Galois et ont donné une équation différentielle d'ordre 3 dont le groupe de Valentiner est le groupe de Galois différentiel.